# Хайнрих (Фрайбург)
Вижте пояснителната страница за други личности с името Хайнрих.
Хайнрих фон Фрайбург (на немски: Heinrich von Freiburg; † август 1303) е титуляр-граф на Фрайбург и господар на Баденвайлер, Нойенбург, Ауген и господството Хаузах.

## Произход и управление
Той е третият син на граф Конрад I фон Урах-Фрайбург († 1271) и съпругата му София фон Цолерн († ок. 1270), дъщеря на Фридрих II фон Цолерн, бургграф на Нюрмберг и Елизабет фон Хабсбург.
След смъртта на баща му Хайнрих и брат му Егино II разделят наследството през 1272 г. Хайнрих получава град Нойенбург ам Райн, господствата Баденвайлер и Хаузах в Кинцигтал. Заради Нойенбург той има конфликт с епископа на Базел Хайнрих фон Нойенбург и се съюзява с граф Рудолф I Хабсбургски, който става през 1273 г. римско-немски крал.

## Фамилия
Хайнрих фон Фрайбург се жени 1281 г. за бургграфиня Анна фон Вартенберг († 1 август 1321), дъщеря на Хайнрих фон Вартенберг. Те имат две дъщери:
- Маргарета фон Фрайбург (пр. 1285 – сл. 1318), наследничка на Баденвайлер, омъжена I. за граф фон Монфорт, II. пр. 8 април 1300 г. за граф Ото II фон Нойенбург-Щрасберг († 1318)
- Верена фон Фрайбург (ок. 1284 – 1320), наследничка на господството Хаузах, омъжена пр. 22 август 1307 г. в Баденвайлер за братовчед си граф Хайнрих II фон Фюрстенберг († 1337)